# Сърнена Средна гора
Сърнена Средна гора е планински дял в източната част на Средна гора, разположена на територията на четири административни области: Пловдивска, Старозагорска, Сливенска и Ямболска.

## Географско положение, граници, големина
Сърнена Средна гора заема планинския и хълмист релеф, който се простира между долините на реките Стряма на запад и Тунджа на изток. На север достига до южните части на Карловската, Казанлъшката и Сливенската котловина и Межденишкия пролом на река Тунджа, а на юг склоновете ѝ постепенно затъват в Горнотракийската низина и Ямболското поле. Чрез планинският праг Стражата (Кръстец) на север се свързва с Калоферска планина, дял от Стара планина. Дължината ѝ от запад на изток е 153 км, а ширина от 35 км в средата до 5 км на изток. Площ 2280 км2. Средна надморска височина 416 м.
Тук могат да бъдат обособени три дяла: Братански, Кортенски и Чирпански. Между долината на река Стряма на запад и Змейовския проход (430 м) на изток с долината на река Бедечка се простира планинското гърбище на Братанския район. Над него се откроява най-високият връх на Сърнена гора – Братан (1235,8 м). На изток от Змейовския проход и долината на река Бедечка до завоя на Тунджа северно от Ямбол се простира постепенно понижаващо се било и стесняващият се обхват на Кортенския хълмист район. Тук най-високата точка е връх Морулей (895,2 м). Неговият орографски обхват е особено малък на изток от Кортенския проход, където завършва с най-източния връх на планината – Зайчи връх (Таушантепе, 256,7 м). На юг от Братанския район между долината на Брезовска река и градовете Стара Загора и Чирпан се простира районът на Чирпанските възвишения с максимална височина връх Китката (651 м).

## Природни особености, стопанско значение
Планината е изградена предимно от гнайси, гранити, мергелно-варовити седименти и вулканогенни материали, които обуславят и наличието на множество минерални извори, бликащи по склоновете ѝ: Карловски минерални бани, Павел баня, Овощник, Ягода, Новозагорски минерални бани и Сливенски минерални бани (по северните склонове); Старозагорски бани и Кортенски минерални бани (по южните склонове).
Климатът е преходно-континентален със зимата мека, с краткотрайна снежна покривка и топло лято.
Цялата планина попада във водосборния басейн на река река Марица, като от нея извират множество леви притоци на Марица – Свеженска (приток на Стряма), Сребра, Брезовска, Омуровска (с притока си Новоселска река), Текирска, Старата река, Меричлерска, Мартинка и Сазлийка (с притоците си Азмака, Бедечка и Кумруджа) и двата десни притока на Тунджа – Турийска река и Гюрля.
Почвената покривка е представена предимно от кафяви горски и канелени горски почви. Големи участъци от планината са заети от дъбови и букови гори, а по заоблените ѝ била има обширни ливади и пасища. Развива се животновъдството, дърводобива, дървообработването, курортното и туристическото дело. По южните ѝ слънчеви склонове са засадени големи лозови масиви.

## Курортно и туристическо значение
Планината е обект на курортното и туристическото дело.
- Хижи: „Свежен“, „Братан“, „Каваклийка“, „Морулей“, „Рай“, „100-те бора“ и др.
- Курорти: Карловска баня, Павел баня, Ягода, Новозагорски минерални бани, Сливенски минерални бани (по северните склонове); Старозагорски бани и Кортенски минерални бени (по южните склонове).
- Туристически комплекси: В почти всички населени места в които има минерални извори през последните 20 години са изградени модерни балнеоложки, СПА и туристически центрове.
- Природни и археологически обекти: резервати „Каваклийка“ и „Вкаменената сватба“, Карановската селищна могила и други.

## Населени места в Сърнена Средна гора
В планината е по нейните склонове и подножия са разположени 2 града и 90 села:
- Област Пловдив – 14 села: Бабек, Върбен, Горни Домлян, Домлян, Зелениково, Златосел, Куртово, Мраченик, Пролом, Отец Паисиево, Розовец, Свежен, Сърнегор и Чехларе.
- Област Стара Загора – 2 града и 60 села: Богомилово, Борилово, Братя Даскалови, Братя Кунчеви, Бузовград, Верен, Виден, Винарово, Голям дол, Горно Ново село, Горно Черковище, Долно Ново село, Дълбоки, Едрево, Елхово (Община Николаево), Елхово (Община Стара Загора), Змейово, Изворово, Казанка, Кирилово, Колена, Колю Мариново, Кънчево, Лозен, Люляк, Лясково, Малка Верея, Малко Дряново, Малък дол, Марково, Медово, Могилово, Ново село, Найденово, Оряховица, Остра могила, Павел баня, Паничерево, Православ, Пряпорец, Пъстрово, Ракитница, Розово, Руманя, Рупките, Ръжена, Славянин, Сладък кладенец, Спасово, Средногорово, Средно градище, Стара Загора, Старозагорски бани, Стоян-Заимово, Сулица, Съединение, Сърневец, Турия, Хрищени, Шаново, Яворово и Ягода.
- Област Сливен – 16 села: Асеновец, Баня, Брястово, Злати войвода, Каменово, Караново, Ковачите, Кортен, Крива круша, Научене, Николаево, Старо село, Струпец, Съдийско поле, Сърцево и Чокоба.

## Транспорт
През Сърнена Средна гора преминават 7 пътя от Държавната пътна мрежа:
- От север на юг, през Змейовския проход, от село Ягода до град Стара Загора, на протежение от 14,1 км – участък от първокласен път № 5 Русе – Велико Търново – Стара Загора – Хасково – ГКПП „Маказа“.
- В най-източната ѝ част, от северозапад на югоизток, на протежение от 5,2 км – участък от второкласен път № 53 Поликраище – Сливен – Ямбол – Средец.
- От северозапад на югоизток, между селата Паничерево и Асеновец, на протежение от 16 км – участък от второкласен път № 55 Дебелец – Нова Загора – Свиленград.
- От север на юг, през прохода Свети Никола, между град Павел баня и село Зелениково, на протежение от 37 км – участък от второкласен път № 56 град Шипка – Брезово – Пловдив.
- От североизток на югозапад, през Джиновския проход, между селата Злати войвода и Каменово, на протежение от 10,4 км – участък от второкласен път № 66 Сливен – Стара Загора – Поповица.
- От север на юг, между селата Бузовград и Спасово, на протежение от 57,1 км – участък от третокласен път № 608 Казанлък – Съединение – Чирпан. В отсечката между селата Средногорово и Пъстрово трасето не е изградено и представлява горски (полски) път.
- От юг на север, през Кортенския проход, между селата Кортен и Баня, на протежение от 8,5 км – участък от третокласен път № 662 Нова Загора – Твърдица – Елена.

През Змейовския проход, между спирка Ръжена и гара Стара Загора преминава и участък от трасето на жп линията Русе – Горна Оряховица – Стара Загора – Подкова.

## Други
На Сърнена гора е наречена улица в квартал „Горубляне“ в София (Карта).

## Топографска карта
- Лист от карта K-35-50. Мащаб: 1 : 100 000.
- Лист от карта K-35-51. Мащаб: 1 : 100 000.
- Лист от карта K-35-52. Мащаб: 1 : 100 000.
- Лист от карта K-35-53. Мащаб: 1 : 100 000.
- Лист от карта K-35-63. Мащаб: 1 : 100 000.